# Sun (motorfiets)
| Sun-Precision 3 Speed 3A (500 cc) uit 1912 |
| Sun-Presicion 4 pk (600 cc) uit 1912       |

Sun is een historisch Brits merk van fietsen, motorfietsen, autocycles en scooters.
De volledige naam van het merk was Sun Cycle & Fittings Co. Ltd., Aston Brook Street, Birmingham. Dat werd later veranderd in Raleigh Industries Ltd., Nottingham.
Sun produceerde al sinds 1885 fietsen. Vanaf 1911 ging men ook motorfietsen leveren.
De motorfietsmodellen leken veel op Sunbeams. Er werden inbouwmotoren in veel inhoudsklassen gebruikt. Deze werden aanvankelijk gekocht van Frank Baker, die enkele straten verderop (in Moorson Street) zijn Precision fabriek had staan, en van Villiers. Later werden ook JAP en Blackburne motoren gebruikt.
Sun-Vitesse-motoren hadden eigen blokken die gemaakt werden bij de Valveless Two Stroke Engine Company (VTS, hetgeen verbasterd werd tot Vitesse). Dit bedrijf was eigendom van Sun.
In 1940, toen de motorfietsproductie al een lange tijd had stilgelegen, ging men autocycles met Villiers-blokjes maken, naar het ontwerp van George Jones, zoals veel andere Britse merken deden.
Vanaf 1959 bouwde men 173 cc scooters en kort daarna werd het bedrijf door de familie Parks aan Raleigh verkocht. Dat kwam ook omdat Sun tevens fietsen en fietsonderdelen maakte. In 1961 werd de motor- en scooterproductie van Sun beëindigd.